# Armando Pereira da Silva
Armando Pereira da Silva (Oliveira de Frades, 31 de Dezembro de 1940 - Lisboa, 10 de Junho de 2022) foi um jornalista português. Trabalhou em O Comércio do Porto, Diário de Lisboa, revista Alavanca, O Diário, Jornal de Queluz e Grande Amadora.